# Johnny Cash Country Christmas
Johnny Cash Country Christmas är ett julalbum av den amerikanske countrysångaren Johnny Cash, utgivet 1991 på skivmärket Delta. Albumet innehåller 13 traditionella julsånger.

## Track listing
1. "Blue Christmas"
2. "Silent Night" ("Stille Nacht, heilige Nacht")
3. "Figgy Pudding"
4. "Here Was a Man"
5. "Joy to the World"
6. "O Little Town of Bethlehem"
7. "What Child Is This?"
8. "The First Noel"
9. "Away in a Manger"
10. "O Christmas Tree" ("O Tannenbaum")
11. "O Come All Ye Faithful" ("Adeste Fideles")
12. "It Came Upon the Midnight Clear"
13. "Hark! The Herald Angels Sing"

## Medverkande
- Johnny Cash - Sång, Gitarr
- June Carter - Sång
- Familjen Carter - Sång
- Jack Hale, Jr. & His Nashville All-Star Band & Singers - Sång, Instrument